# Aspromonte - La terra degli ultimi
Aspromonte - La terra degli ultimi è un film del 2019 diretto da Mimmo Calopresti.

## Trama
Nel 1951, ad Africo, paesino arroccato sull'Aspromonte, in provincia di Reggio Calabria, mancano i servizi essenziali: acqua corrente, elettricità, scuola, medico condotto.
Attraverso le storie degli abitanti del luogo, una maestra che viene da Como, il prefetto che promette miglioramenti ma non mantiene le promesse, il film narra i sacrifici e la vita di una comunità che sopravvive giorno dopo giorno, e vuole costruire una strada per unire il paese alla marina, lottando contro le istituzioni e prepotenti locali come Don Totò.

## Riconoscimenti
- 2020 - Globo d'oro
  - Migliore attrice a Valeria Bruni Tedeschi
  - Candidatura alla Migliore musica a Nicola Piovani
  - Candidatura alla Migliore fotografia a Stefano Falivene
- 2020 - Nastro d'argento
  - Nastro della legalità a Mimmo Calopresti
- 2020 - Ciak d'oro
  - Candidatura a miglior regista a Mimmo Calopresti[1]